# UFC 128
UFC 128: Shogun vs. Jones é um evento de MMA que foi realizado pelo Ultimate Fighting Championship em 19 de março de 2011 no Prudential Center, em Newark, New Jersey.

## Prévia
O evento estava programado para ser disputado em Abu Dhabi, voltando aos Emirados Árabes Unidos pela segunda vez após o UFC 112, mas os organizadores desistiram, por não terem encontrado um local capaz de abrigar o evento, já que a arena temporária construída para abrigar o UFC 112 já havia sido desmontada.
Uma das lutas especuladas para o evento seria entre Brendan Schaub e Frank Mir.  No entanto, Schaub enfrentará o croata Mirko Filipovic.
Em 5 de fevereiro, foi anunciado que o americano Jon Jones enfrentará o brasileiro Maurício "Shogun" Rua na luta principal, já que o oponente previsto pela disputa pelo cinturão dos meio pesados, Rashad Evans, sofreu uma lesão e não poderá participar. Jones foi informado que seria convidado para lutar pelo cinturão logo após derrotar Ryan Bader no UFC 126 e aceitou o convite.

## Resultados
Nota 1 Pelo Cinturão Meio-Pesado do UFC.

## Bônus da Noite
Lutadores receberam um bônus de $70,000.
- Luta da Noite:  Edson Barboza vs.  Anthony Njokuani
- Nocaute da Noite:  Brendan Schaub e  Erik Koch